# Landkreis Hildesheim-Marienburg
Der Landkreis Hildesheim-Marienburg war ein Landkreis in Niedersachsen, der 1974 im heutigen Landkreis Hildesheim aufgegangen ist.

## Nachbarkreise
Der Landkreis grenzte Anfang 1974 im Uhrzeigersinn im Norden beginnend an die Landkreise Burgdorf und Peine, an die kreisfreie Stadt Salzgitter, an die Exklave Baddeckenstedt des Landkreises Wolfenbüttel sowie an die Landkreise Gandersheim, Alfeld (Leine), Springe und Hannover. Die kreisfreie Stadt Hildesheim wurde vom Landkreis umschlossen.

## Geschichte
Der Landkreis entstand 1946 durch die Zusammenlegung der Landkreise Hildesheim und Marienburg. Ochtersum wurde am 1. Februar 1971 in die damals kreisfreie Stadt Hildesheim eingemeindet und schied damit aus dem Landkreis aus.:204
Am 1. März 1974 wurde der größte Teil des Landkreises mit der bislang kreisfreien Stadt Hildesheim zum heutigen Landkreis Hildesheim zusammengeschlossen. Die Gemeinden Bolzum, Wehmingen und Wirringen wurden Teile von Sehnde im Landkreis Hannover, die Gemeinden Gleidingen, Ingeln und Oesselse Teile von Laatzen, ebenfalls im Landkreis Hannover.:210

## Einwohnerentwicklung
| Jahr | Einwohner | Quelle |
| ---- | --------- | ------ |
| 1950 | 126.888   | [ 2 ]  |
| 1960 | 109.300   | [ 2 ]  |
| 1970 | 118.900   | [ 3 ]  |
| 1973 | 120.200   | [ 4 ]  |

## Wappen
Das Wappen wurde am 10. Oktober 1946 durch die Militärregierung genehmigt.
Blasonierung: „Geviert; Feld 1 und 4: fünfmal geteilt von Rot und Gold, Feld 2: in Grün ein silberner Hirschkopf, zwischen den Stangen ein goldenes Kreuz, Feld 3: in Grün ein silbernes Gebäude.“ Die zwei Viertel mit roten und goldenen Streifen beziehen sich auf die Wappenfarben des Hochstifts Hildesheim, das bis 1802 die Herrschaft über den größten Teil des Kreises ausübte. Bockenem und Sarstedt waren bischöfliche Burgen. Das Gebäude stellt die Marienburg bei Hildesheim dar, der Hubertushirsch den Waldreichtum des Kreises. Zu dem Schild wurde als Oberwappen ein Spangenhelm mit dem wachsenden Hubertushirsch und goldenen und grünen Eichenblättern als Helmdecken verliehen.

## Gemeinden
Die Gemeinden des Landkreises Hildesheim-Marienburg mit den Einwohnerzahlen vom 6. Juni 1961:
|  | 1. Achtum-Uppen (1043) 2. Adlum (544) 3. Ahrbergen (1982) 4. Ahstedt (547) 5. Algermissen (3728) 6. Asel (763) 7. Bad Salzdetfurth, Stadt (6736) 8. Barienrode (379) 9. Barnten (1396) 10. Bavenstedt (821) 11. Bettmar (594) 12. Bettrum (770) 13. Bilderlahe (342) 14. Bledeln (564) 15. Bockenem, Stadt (4299) 16. Bodenburg, Flecken (1930) 17. Bönnien (477) 18. Bolzum (1208) 19. Borsum (1914) 20. Bültum (287) 21. Derneburg (421) 22. Detfurth (281) 23. Diekholzen (2086) 24. Dingelbe (1152) 25. Dinklar (1264) 26. Egenstedt (376) 27. Einum (779) 28. Emmerke (1297) 29. Farmsen (321) 30. Feldbergen (526) 31. Garmissen-Garbolzum (764) 32. Giften (643) 33. Gleidingen (3079) 34. Gödringen (412) 35. Grasdorf (533) 36. Groß Düngen (971) | 1. Groß Escherde (560) 2. Groß Förste (558) 3. Groß Giesen (1941) 4. Groß Himstedt (530) 5. Groß Ilde (287) 6. Groß Lobke (794) 7. Groß Rhüden (2473) 8. Hackenstedt (570) 9. Harsum (3867) 10. Hary (521) 11. Hasede (972) 12. Heersum (623) 13. Heinde (875) 14. Heisede (935) 15. Henneckenrode (196) 16. Himmelsthür (4814) 17. Hockeln (229) 18. Hönnersum (562) 19. Hoheneggelsen (1790) 20. Holle (1477) 21. Hotteln (554) 22. Hüddessum (461) 23. Ingeln (530) 24. Itzum (603) 25. Kemme (580) 26. Klein Düngen (254) 27. Klein Escherde (422) 28. Klein Förste (532) 29. Klein Giesen (722) 30. Klein Himstedt (341) 31. Klein Ilde (122) 32. Königsdahlum (616) 33. Lechstedt (368) 34. Listringen (281) 35. Lühnde (1223) 36. Luttrum (404) | 1. Machtsum (523) 2. Marienburg (214) 3. Marienrode (203) 4. Mechtshausen (531) 5. Mölme (213) 6. Nette (520) 7. Nettlingen (1455) 8. Ochtersum (637), bis 1971 im Landkreis 9. Oedelum (655) 10. Oesselse (551) 11. Östrum (386) 12. Ottbergen (1117) 13. Rautenberg (585) 14. Ruthe (366) 15. Sarstedt, Stadt (10.196) 16. Schellerten (1237) 17. Sillium (685) 18. Söder (163) 19. Söhlde (1957) 20. Söhre (1052) 21. Sorsum (1574) 22. Sottrum (850) 23. Steinbrück (235) 24. Störy (294) 25. Ummeln (484) 26. Upstedt (257) 27. Wätzum (370) 28. Wehmingen (653) 29. Wehrstedt (851) 30. Wendhausen (472) 31. Werder (211) 32. Wesseln (670) 33. Wirringen (328) 34. Wöhle (431) 35. Wohlenhausen (152) |

## Kfz-Kennzeichen
Am 1. Juli 1956 wurde dem Landkreis bei der Einführung der bis heute gültigen Kfz-Kennzeichen das Unterscheidungszeichen HI zugewiesen. Es wird im Landkreis Hildesheim durchgehend bis heute ausgegeben.